# Temple mormon de Tahiti
Le temple de l’Église de Jésus-Christ des Saints des Derniers Jours de Tahiti est le premier temple de l’Église construit en France et le 25e temple de l'Église de Jésus-Christ des saints des derniers jours. Construit en 1984, il dessert plus de 21 000 membres qui vivent en Polynésie française.

## Histoire
Les premiers missionnaires mormons sont arrivés en Polynésie française en 1844. C’était la première mission de l’Église de Jésus-Christ des Saints des Derniers Jours où les missionnaires devaient enseigner dans une autre langue que l’anglais. À ce jour, 8 % de la population totale de la Polynésie française en sont membres[réf. nécessaire].

## Construction
La construction du temple de Tahiti a été annoncée le 2 avril 1980. Avant sa mise en fonction en 1983 les Saints des Derniers Jours tahitiens devaient aller jusqu’en Nouvelle-Zélande pour se marier.
Situé dans la commune de Pirae dans la zone urbaine de Papeete, la capitale de la Polynésie française, le temple de Tahiti se caractérise par son toit bleu et un jardin tropical. Il est construit sur un terrain de 0,7 hectare et les jardins sont ouverts au public. Il comporte deux salles de « dotations » et deux salles de « scellements ». Sa surface totale au sol est de 1 200 m2.

## Inauguration
Après sa construction le temple de Tahiti a été ouvert au public du 13 au 22 octobre 1983 et les cérémonies de consécration ont duré du 27 au 29 octobre la même année. Le 13 février 1984 le site dans son ensemble a été inauguré en présence de Spencer W. Kimball, président de l'Église de Jésus-Christ des Saints des Derniers Jours. En 2005 le temple a été rénové puis reconsacré le 12 novembre 2006.